# Phymatodes volans
Phymatodes volans is een keversoort uit de familie van de boktorren (Cerambycidae). De wetenschappelijke naam van de soort werd voor het eerst geldig gepubliceerd in 1908 door Beutenmüller & Cockerell.